# Schnürs Pavillon

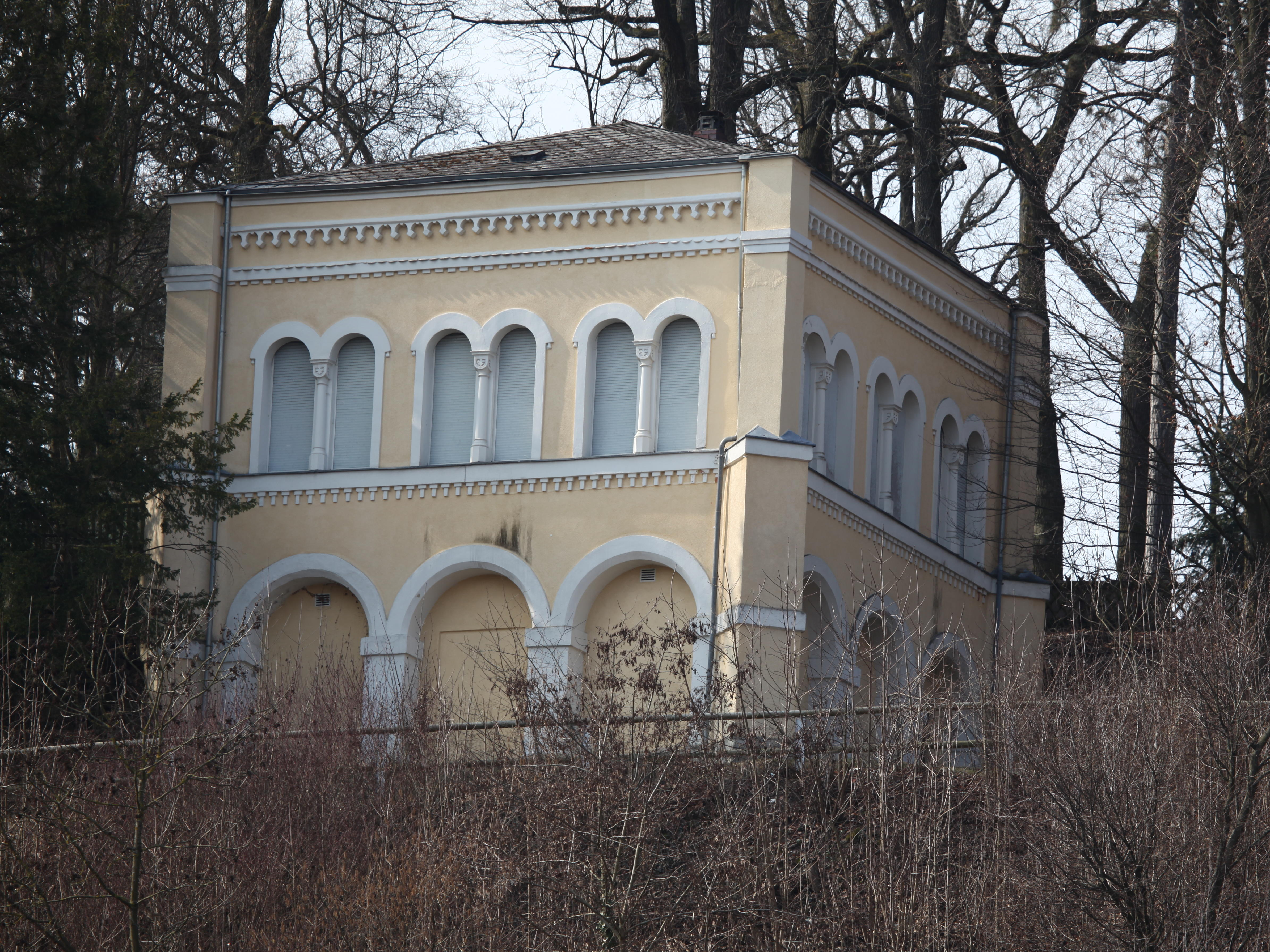
Schnürs Pavillon, Sicht vom Bahnhof

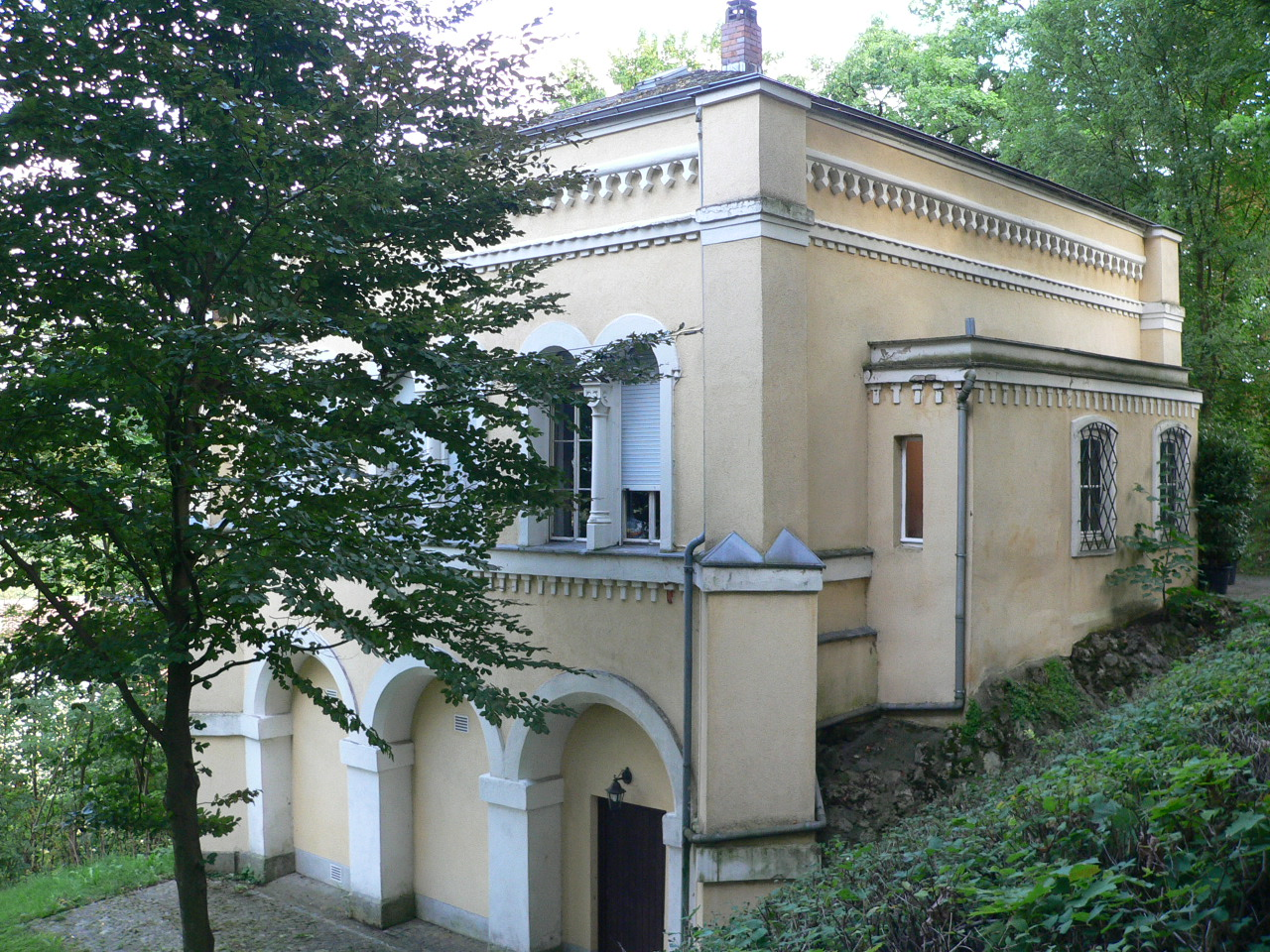
Nord-West-Fassade

Schnürs Pavillon ist ein 1862 errichtetes, neuromanisches Gartenhaus, das am Adamiberg in der oberfränkischen Stadt Coburg steht. Das Gebäude ist als Baudenkmal in der Bayerischen Denkmalliste eingetragen.

## Geschichte
Im Jahr 1741 erwarb der Kaufmann Johann Andreas Adami den auf dem kleinen Judenberg, zur Stadt hin gelegenen Hang mit einer Gartenanlage. Sein Schwiegersohn, der Hoftrompeter Johann Georg Waldsachs, ließ 1774 das Areal zum ersten Coburger Gesellschaftsgarten umgestalten, der wohl bis 1812 existierte. 1844 kaufte der Geheime Oberfinanzrat Albert Friedrich Schnür das Areal und veranlasste das Anlegen einer historistischen Gartenanlage zur privaten Nutzung. Zusätzlich errichtete für ihn der Baumeister Paul Gehrlicher für gesellschaftliche Zwecke am östlichen Rand des Grundstücks ein neuromanisches Gartenhaus mit Blick auf die Stadt Coburg. Der Walmdachbau auf hohem Sockelgeschoss hatte in der ersten Etage einen Salon, eine Küche und zwei kleine Zimmer für das Dienstpersonal. Der Salon war unter anderem mit einem weißen Porzellanofen und einem Gemälde des Künstlers Ernst Johann Schaller geschmückt. 
1866 erbte der Bruder, der Kreisgerichtsdirektor Georg Ottilius Schnür, den Schnürsgarten. Das Gartenhaus entwickelte sich in der Folge unter dem Namen Schnürs Pavillon zu einem gesellschaftlichen Mittelpunkt Coburgs. 1889 erwarb der Hoftheatermaler Fritz Lütkemeyer für 22.000 Mark das Anwesen von Georg Ottilius Schnürs Tochter Anna Frederike. Die Gartenanlage wurde sein Wochenendrefugium. Das Gartenhaus nannte er sein Tusculum. Lütkemeyer erweiterte die Parkanlage und schmückte diese mit zahlreichen Statuen. Im Pavillon stellte er unter anderem eine japanische Rüstung und vergoldete Möbel auf. Im Garten veranstaltete Lütkemeyer zahlreiche Feste. 
1916 verkauften die Erben von Lütkemeyer das Anwesen an die Niederfüllbacher Stiftung, die es 1917 an die Stadt Coburg weiterveräußerte. Die Stadt Coburg ließ in dem Pavillon zwei Sozialwohnungen einrichten, die aber weder Wasser- noch Kanalanschluss hatten. 1959 folgte eine Sanierung der Gebäudehülle. Ab Anfang der 1970er Jahre stand das Haus leer, 1975 mietete es die Studentenverbindung Technische Vereinigung Coburgia zu Coburg und sanierte es im Inneren. 2004 folgte die Schülerverbindung Ernesto-Albertina zu Coburg als neuer Mieter des Gartenhauses, die es renovierte und als Ernst-Albertiner-Haus bezeichnet. 2012 erwarb ein Mitglied der Schülerverbindung das Gebäude und veranlasste erste Sanierungsarbeiten an der Fassade.

## Architektur
Der zweigeschossige Pavillon ist in den Hang des Adamiberges mit einem quadratischen Grundriss gebaut. Er hat eine verputzte Sandsteinfassade, die wohl ursprünglich rustiziert war. Das Untergeschoss des blockhaften Gebäudes besitzt diagonal gestellte Eckpfeiler, die an drei Seiten drei Rundbogenarkaden auf Vierkantpfeilern einrahmen. Im Obergeschoss, ursprünglich den großen Salon beherbergend, sind in der Fassade jeweils drei Zwillingsarkaden angeordnet. Nach einem mit tropfenförmigen Blendarkaden gestalteten Attikagesims schließt oben ein flaches Zeltdach den Pavillon ab.